# اريك ويليام بليك كروس
اريك ويليام بليك كروس هو قاضي وسياسي كندي، ولد في 27 يناير 1904 في كندا، وتوفي في 26 فبراير 1965 بوودستوك في كندا. حزبياً، نشط في الحزب الليبرالي في أونتاريو ‏. وقد انتخب عضو برلمان مقاطعة أونتاريو.